# Michael Klein (empresário)
Michael Klein (Munique, 27 de novembro de 1950) é um empresário e executivo brasileiro.
Michael nasceu em Munique, na Alemanha em 1950, mas criado em São Caetano do Sul, em São Paulo, aonde chegou em 1952 com sua família. Desde 2010 ele fundou e preside o Grupo CB que vale-se da experiência de mais de 60 anos da família Klein dedicados ao varejo de eletrodomésticos, eletroeletrônicos e móveis, com liderança de mercado, para atuar em outros nichos de negócios que assegurem ao Grupo rentabilidade e crescimento sustentáveis.
Com um dos maiores ativos imobiliários do mercado nacional, o Grupo CB atua fortemente em real estate por meio da Icon Realty, cujo portfólio soma mais de 440 imóveis, com patrimônio avaliado em R$ 5 bilhões. O Grupo CB também atua na aviação executiva, por meio da Icon Aviation, e no setor automotivo de luxo com a CB Autos, divisão que reúne concessionárias das marcas Jaguar e Land Rover (CB Automotive, em São Paulo), Mercedes-Benz (CB Motors, em Jundiaí) e CB Autos Seminovos Premium (em Araraquara).
Michael Klein é membro do Conselho de Administração da Via Varejo, empresa controladora da Casas Bahia e Ponto Frio.
Em 2015, a Forbes classificou como 1415ª pessoa mais rica do mundo e 41ª mais rica do Brasil, com um patrimônio pessoal de $1,3 bilhão.
Listado em 2016 entre os 70 maiores bilionários do Brasil pela revista Forbes.

## Vida e trabalho

### Casas Bahia e Via Varejo
Formou-se em administração pela Universidade Paes de Barros, e completou seus estudos de pós-graduação na Fundação Getulio Vargas (FGV). Em 1969, juntou-se às Casas Bahia como Gerente Financeiro. Em 2009, Klein conduziu a Associação da Casas Bahia com o Ponto Frio que culminou numa nova empresa - ViaVarejo - da qual seu filho, Raphael Klein foi CEO até 2010 e Michael presidente do Conselho de Administração.
Em maio de 2013, foi anunciado que a família Klein, que detinha 47% da Via Varejo, estava planejando vender 16% de sua participação na empresa. Em Setembro de 2013, Klein transferidos 17,6 milhões de suas ações da Via Varejo aos seus filhos, e, como resultado, sua participação na empresa foi reduzida de 21,9% para 18%. 53,7 milhões de ações ordinárias da participação da família começaram a ser negociadas em 16 de Dezembro de 2013. Via Varejo levantada R$ 2.845 milhões através de um oferta pública de ações. Três quartos do valor captado foi para a família Klein, enquanto o resto foi para GPA.
Em agosto de 2014, foi anunciado que Klein pode vender uma quantidade de ações no valor de R$ 3 bilhões de sua participação na Via Varejo.

### Grupo CB
Em maio de 2014, BR Properties, uma empresa brasileira de investimento imobiliário, confirmou que estava negociando a venda de seus ativos com Klein. Em julho de 2014, o Grupo CB, holding da família Klein presidido por Michael Klein, comprou um fundo imobiliário da BR Properties por R$ 606.650.000,00 (mais de 606 milhões de reais). O fundo inclui 26 lojas da C&A, uma loja Brooksfield, uma loja da Sendas, um call center, e escritórios em Avenida Paulista no centro de São Paulo, totalizando 118 mil metros quadrados do espaço comercial.
A CBAir, uma empresa de aviação executiva  fundada por Klein em 2013, recebeu  uma autorização operacional da ANAC em janeiro de 2015 para operar como taxi aéreo.  A frota da empresa inclui 16 aeronaves entre jatos e helicópteros, 2 helipontos (São Caetano do Sul e Alphaville) ,  2 hangares (Aeroporto Campo de Marte e Aeroporto de Sorocaba) .
Grupo CB detém atualmente uma carteira de imóveis de 440 propriedades no valor de R$ 5 bilhões no total, incluindo lojas, armazéns industriais, complexos administrativos, escritórios e centros de distribuição, num total de mais de dois milhões de metros quadrados de espaço comercial.
A CB Motors, braço automotivo do Grupo, foi criada em 2015 e abriu sua primeira concessionária Mercedes-Benz, na cidade de Jundiai, São Paulo, em março de 2016.

### Controvérsias
Em abril de 2021, a Agência Pública revelou relatos de mulheres que disseram que foram abusadas sexualmente quando eram crianças pelo fundador das Casas Bahia, Samuel Klein, o nome de Michael Klein também foi citado no processo. Segundo os relatos, existia um esquema que envolvia os funcionários das Casas Bahia para aliciar menores. A assessoria da família Klein respondeu a reportagem dizendo que "É uma pena que ele [Samuel Klein] não esteja vivo para se defender das acusações mencionadas. Sobre os dois processos em andamento, correm em segredo de justiça e as decisões serão acatadas."